# Sebastian Andreasson
Sebastian Andreasson, né le 15 avril 2002 à Albertslund, est un coureur cycliste danois.

## Biographie
Sebastian Andreasson commence sa carrière cycliste vers l'âge de dix ans au club DCR Ballerup. Dans les catégories de jeunes, il court au sein de diverses formations danoises. Il réalise notamment une belle année 2014 en remportant deux courses par étapes ainsi qu'un titre de champion national.
En 2020, il représente son pays aux championnats d'Europe sur route juniors (moins de 19 ans). Sur piste, il devient champion du Danemark de poursuite par équipes. Il évolue ensuite avec l'équipe continentale BHS-PL Beton Bornholm en 2023,. Cette expérience ne dure qu'une saison. 

## Palmarès

### Palmarès sur route
- 2019
  - 3e étape du Tour de Himmelfart Juniors (contre-la-montre)
- 2020
  - Grand Prix Alsønderup
- 2021
  - Giro Himledalen

### Palmarès sur piste
- 2020
  -  Champion du Danemark de poursuite par équipes (avec Carl-Frederik Bévort, Nikolaj Mengel et Phillip Mathiesen[3])